# ギンハダカ科
ギンハダカ科（学名：Phosichthyidae）は、ワニトカゲギス目に所属する魚類の分類群の一つ。ギンハダカ・ウキエソなど、中層漂泳性の深海魚を中心に7属20種が記載される。科名の由来は、ギリシア語の「phos（光）」と「ichthys（魚）」から。

## 分布・生態
ギンハダカ科の魚類はすべて海水魚で、大西洋・インド洋・太平洋など世界中の深海に幅広く分布する。海底から離れた中層を漂って生活する漂泳性深海魚のグループで、その個体数は非常に多く、特にウキエソ属の仲間はヨコエソ科オニハダカ属と並んで世界で最も数の多い脊椎動物の一群と考えられている。
ギンハダカ類は水深200-1,000mの中深層を主な生息範囲とし、昼間は200-400m付近に分布することが多い。ヤベウキエソなど一部の種は夜間に水深100m付近にまで浮上する、日周鉛直移動を行うことが知られている。食性は肉食性で、カイアシ類などの動物プランクトンを主に捕食する。

## 形態
ギンハダカ科の仲間はヨコエソ科魚類と類似した、やや細長い体型をもつ。ほとんどの種類は全長10cm前後の小型魚で、最大種でも全長30cm程度である。近縁のワニトカゲギス科とは異なり、鰓耙は若魚・成魚ともによく発達し、腹部に連続的に並ぶ発光器はそれぞれが導管あるいは管腔を有する。下顎の顎ヒゲを欠く。
背鰭および臀鰭はそれぞれ11-16本、12-33本の軟条で構成される。Yarrella 属以外は脂鰭をもつ。上主上顎骨は通常2つあり、4-7個の上舌骨の上に11-22本の鰓条骨を備える。

## 分類
ギンハダカ科にはNelson（2016）の体系において7属20種が認められている。本稿では、FishBaseに記載される7属24種についてリストする。
本科のアルファベット表記はかつて「Photichthyidae」とされていたが、「Phosichthyidae」に修正された。また、本科は側系統群である可能性が指摘されている。
- ウキエソ属 Vinciguerria

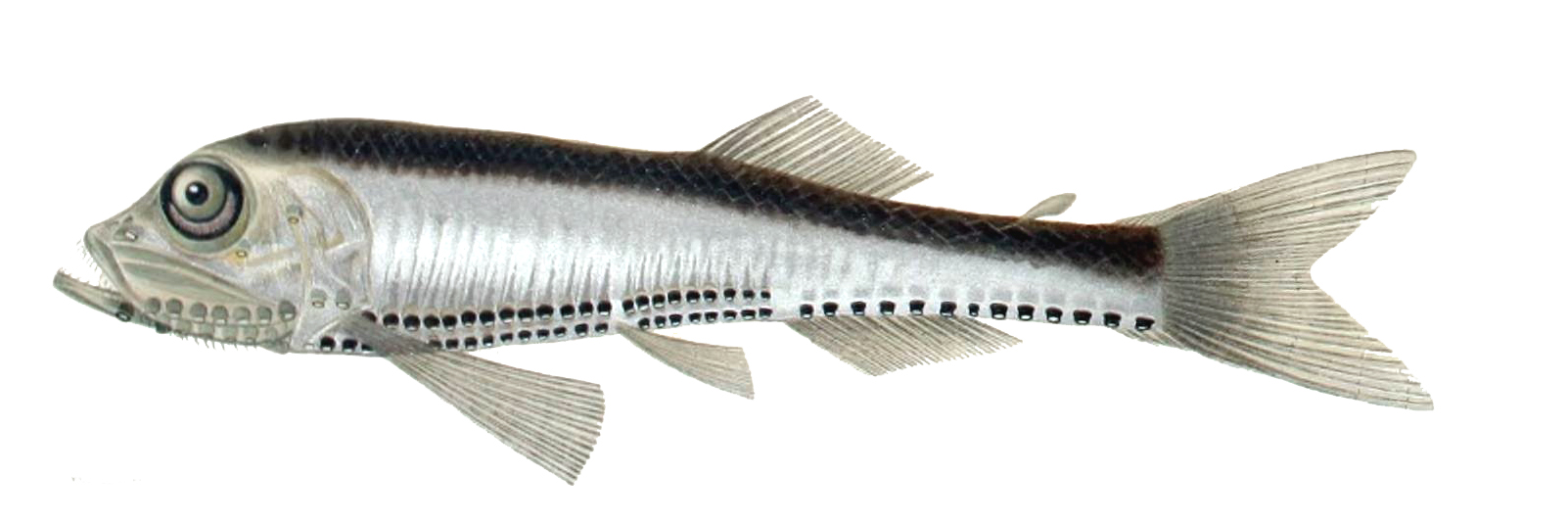
ウキエソ Vinciguerria attenuata （ウキエソ属）。本属魚類の生物量は莫大であり、オニハダカ属（ヨコエソ科）とともに地球上で最多の個体数をもつ脊椎動物と考えられている

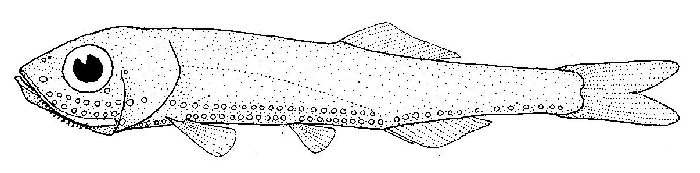
ヤベウキエソ Vinciguerria nimbaria （ウキエソ属）。本種は日周鉛直移動を行うことが知られ、夜間には水深100m付近にまで浮上する

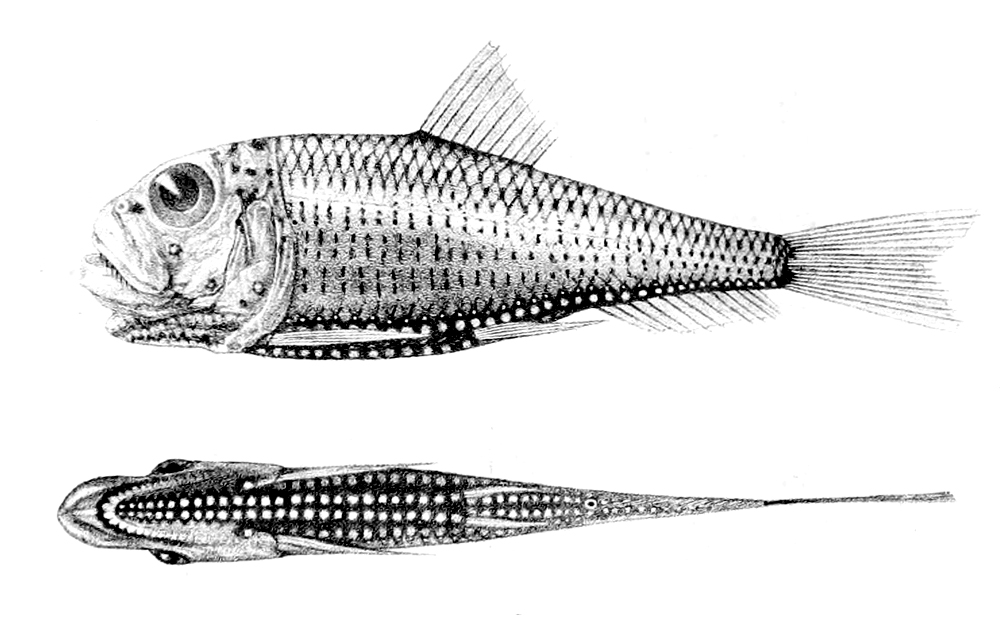
シンジュエソ属の1種（Ichthyococcus ovatus）。卵円形の体型が特徴

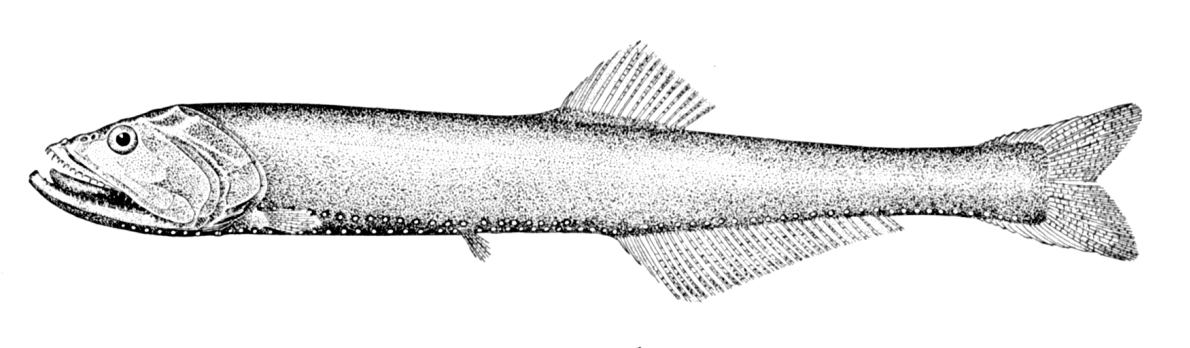
ハゲヨコエソ（Y. blackfordi）。体長33cmに達する、本科魚類中の最大種。大西洋の水深500-700mにかけて生息する

  - ウキエソ Vinciguerria attenuata
  - オキウキエソ Vinciguerria poweriae
  - ヤベウキエソ Vinciguerria nimbaria
  - Vinciguerria lucetia
  - Vinciguerria mabahiss
- ギンハダカ属 Polymetme
  - ギンハダカ Polymetme corythaeola
  - タマブキイワシ Polymetme surugaensis
  - リュウグウハダカ Polymetme elongata
  - Polymetme andriashevi
  - Polymetme illustris
  - Polymetme thaeocoryla
- シンジュエソ属 Ichthyococcus
  - シンジュエソ Ichthyococcus elongatus
  - Ichthyococcus australis
  - Ichthyococcus intermedius
  - Ichthyococcus irregularis
  - Ichthyococcus ovatus
  - Ichthyococcus parini
  - ギニアシンジュエソ Ichthyococcus polli
- ツマリウキエソ属 Woodsia
  - ツマリウキエソ Woodsia nonsuchae
  - Woodsia meyerwaardeni'
- ヨウジエソ属 Pollichthys
  - ヨウジエソ Pollichthys mauli
- Phosichthys 属
  - Phosichthys argenteus
- ハゲヨコエソ属 Yarrella
  - Yarrella argenteola
  - ハゲヨコエソ Yarrella blackfordi